# Royal-Nationalpark
Der Royal-Nationalpark (engl. Royal National Park; deutsch Königlicher Nationalpark) ist ein Nationalpark im Bundesstaat New South Wales von Australien. Er befindet sich 29 Kilometer südlich von Sydney und ist Teil der Metropolregion Sydney. 

## Geschichte

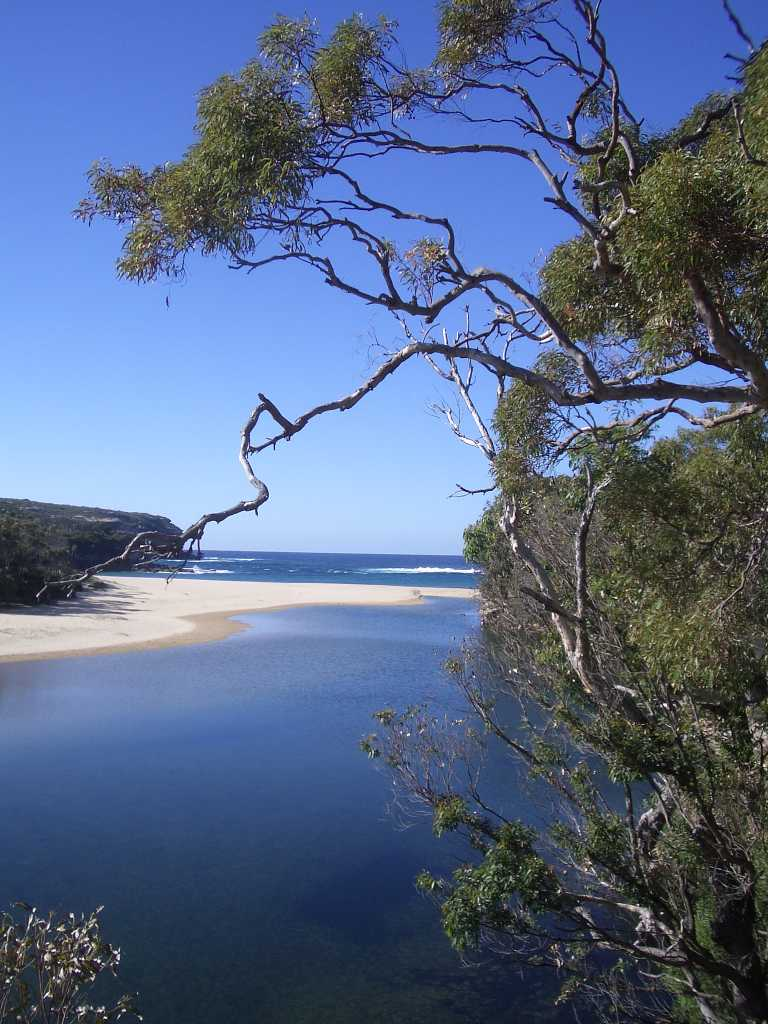
Winter am Wattamolla-Strand

Der Nationalpark wurde 1879 von Sir John Robertson, dem damaligen Premierminister von New South Wales, gegründet, und ist damit der zweitälteste Nationalpark der Welt nach Yellowstone in den Vereinigten Staaten. Sir John Robertson kümmerte und unterstützte ihn sein ganzes restliches Leben lang. Nachdem auf dem Terrain Kohle entdeckt worden war, wurde er aus wirtschaftlichen Interessen gegründet, um die Konkurrenz vor den Toren Sydneys fernzuhalten. Sein ursprünglicher Name war The National Park. 1955 wurde er nach einem Besuch von Königin Elisabeth II. umbenannt. Der Park wird wiederkehrend von Buschfeuern heimgesucht, die zum ständigen Wandel und zur Regeneration der Vegetation beitragen. Pflanzen wie die hier heimische Waratah sind an den Umweltfaktor Feuer angepasst und benötigen die Brände zur Blüte in Folgejahren.

## Lage

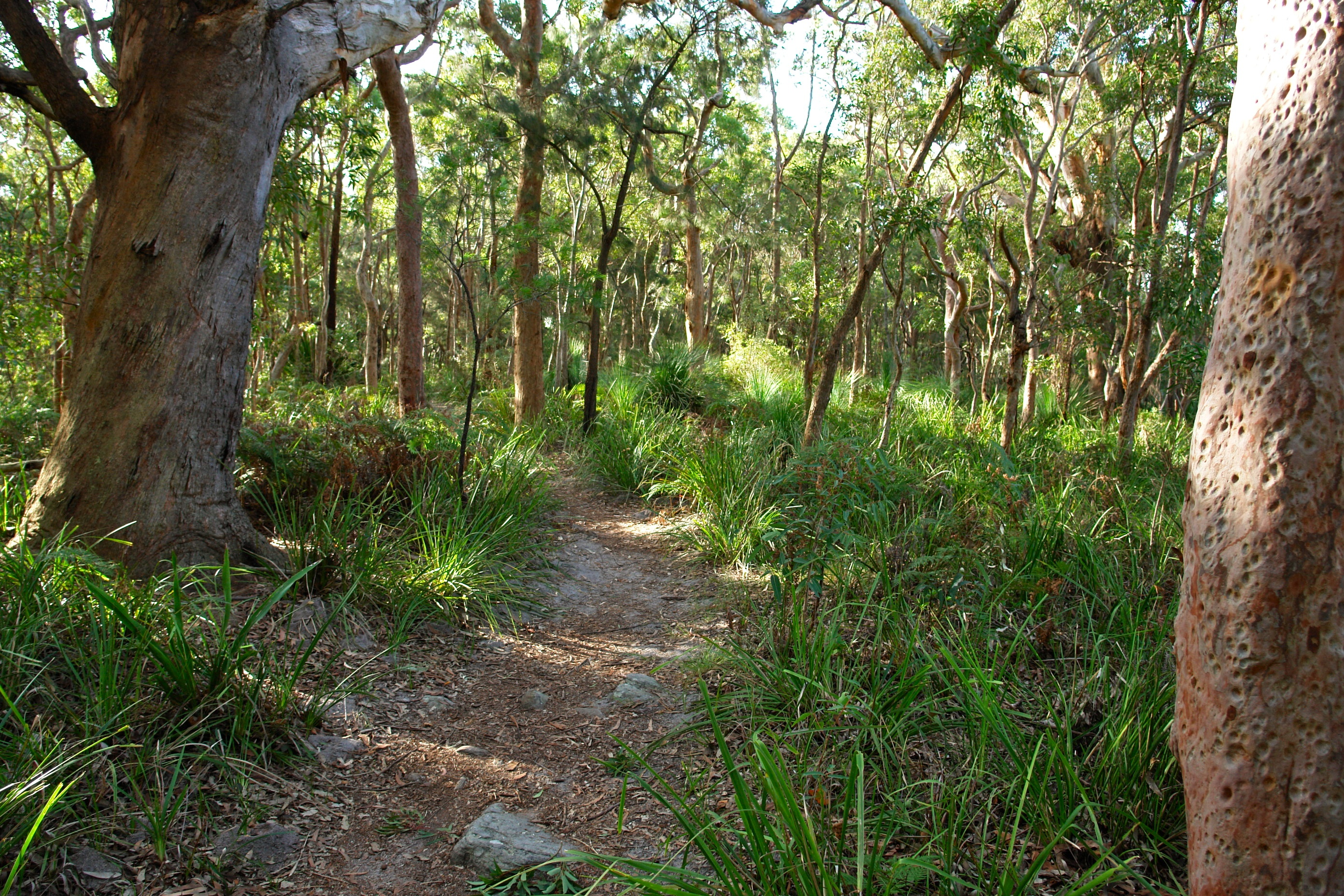
Wanderweg im Royal-Nationalpark

Der Park liegt teilweise in den Verwaltungsbezirken Sydney und Wollongong und bildet ein Juwel mit unberührter Natur zwischen diesen beiden Großstädten. Im Norden ist er durch den Fjord Port Hacking, im Westen durch die Autobahn zwischen den Städten und im Süden nach Otford hin begrenzt. Jenseits der Autobahn schließt der Heathcote-Nationalpark an und setzt den Grüngürtel um Sydney fort. 
Der Royal-Nationalpark bietet sehr verschiedene Landschafts- und Vegetationsbilder. Er liegt auf Sandsteinhügeln, die zur Küste hin einige hundert Meter tief abbrechen. Bedeckt sind sie meist von Eukalyptuswäldern mit einem Reichtum an Spezies. Zentral zieht sich, tief eingeschnitten, der Hacking River durch den Park, der bei Audley in das Meerwasser des Port Hacking mündet. Diese zerklüftete Meeresbucht bietet Schutz vor offener See. Das Wasser bei Bundeena ist sehr seicht und beherbergt einen ausgedehnten Mangrovenwald. An der offenen Küste zur Tasmansee liegen vereinzelt Strände und Lagunen. Meistens sind sie nur zu Fuß über den Küstenwanderweg erreichbar. Wattamolla kann angefahren werden und bietet ausgiebig Picknick und bereitgestellte Grillmöglichkeiten. Im Südosten geht der Wald in den subtropischen Regenwald des Illawarra Escarpments über, in dem sich auch Palmen finden.

## Zugang
Der Zugang mit dem Auto erfolgt über drei Wege, im Norden von Sutherland, im Westen von Waterfall und im Süden von Otford über Stanwell Park. Es wird eine Tages- oder Jahresgebühr verlangt, die an verschiedenen Verkaufsstellen sowie über das Internet erworben werden kann.